# Porta do Sol (Madrid)

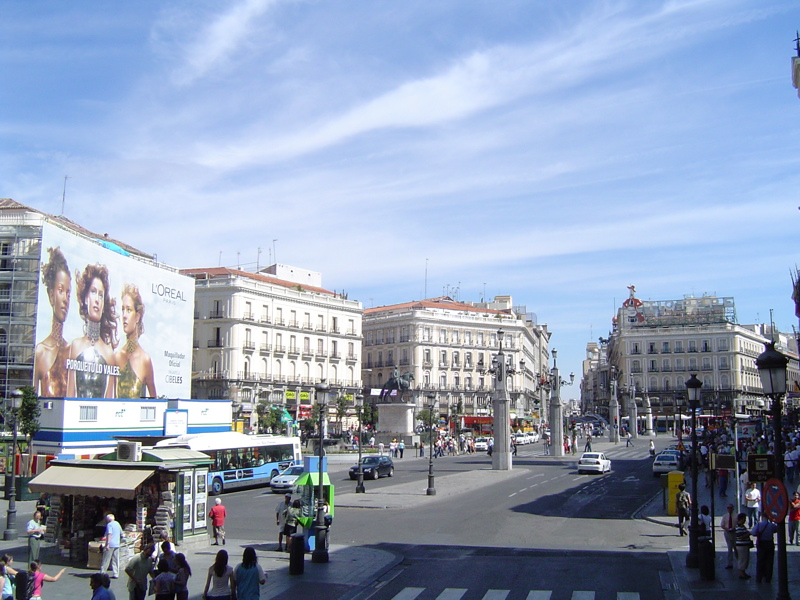
A Puerta del Sol

A Puerta del Sol é um dos locais mais famosos e concorridos da cidade espanhola de Madrid. É neste local que se encontra desde 1950, o quilómetro zero das estradas espanholas. O edifício mais antigo da Puerta del Sol é a Real Casa de Correos e nele destaca-se o relógio da torre que foi construído e doado no séc. XIX por José Rodriguez de Losada, e que faz tradicionalmente a contagem decrescente para a entrada do novo ano todos os 31 de Dezembro, assim como o tradicional comer das passas. A famosa contagem decrescente começou a ser transmitida pela televisão no dia 31 de Dezembro de 1962, pela TVE no primeiro canal de televisão espanhol, La 1, a partir desse ano não mais deixou de ser transmitido pelos diversos canais de televisão espanhóis. A Puerta del Sol é um local de encontro, um lugar de passagem entre várias zonas de Madrid. É visita obrigatória para todos os que se deslocam à capital espanhola.

## História
A Puerta del Sol foi nas suas origens, um dos acessos do muro que rodeava Madrid no século XV. Este muro incluía no seu perímetro os arredores medievais que tinham crescido extramuros, à volta da muralha cristã do século XII. O nome da porta provém de um sol que adornava a entrada, colocado ali pelo facto de a porta estar orientada a levante (Este). Entre os edifícios que a tornavam uma zona de prestígio nos seus primórdios encontram-se a Iglesia del Buen Suceso e o Convento de São Felipe.
Ainda que desde o século XVII ao século XIX a porta tinha importância como local de encontro (aqui podíamos encontrar um dos locais mais importantes para as pessoas se reunirem e falarem da “villa” desde o Século de Ouro Espanhol, as famosas escadarias de São Felipe), não era uma praça bem definida, como a Plaza Maior, e ocupava metade do atual espaço. A Real Casa de Correos foi construída pelo arquiteto francês Jaime Marquet entre 1766 e 1768; a mesma foi posteriormente Ministerio de la Gobernación (Interior) e a Direción General de Securidad do estado espanhol durante a ditadura franquista e, atualmente, é a sede da Presidência da Comunidade Autónoma de Madrid. Será esta Real Casa de Correos que iniciará as bases urbanísticas daquilo que é hoje a Puerta del Sol e da sua crescente importância como ponto central de Madrid. Depois da conversão da Real Casa de Correos em sede do Ministerio de la Gobernación (1847), decide-se derrubar algumas casas da zona para realçar o edifício e torná-lo mais seguro. O resultado seria a criação de uma grande praça. 

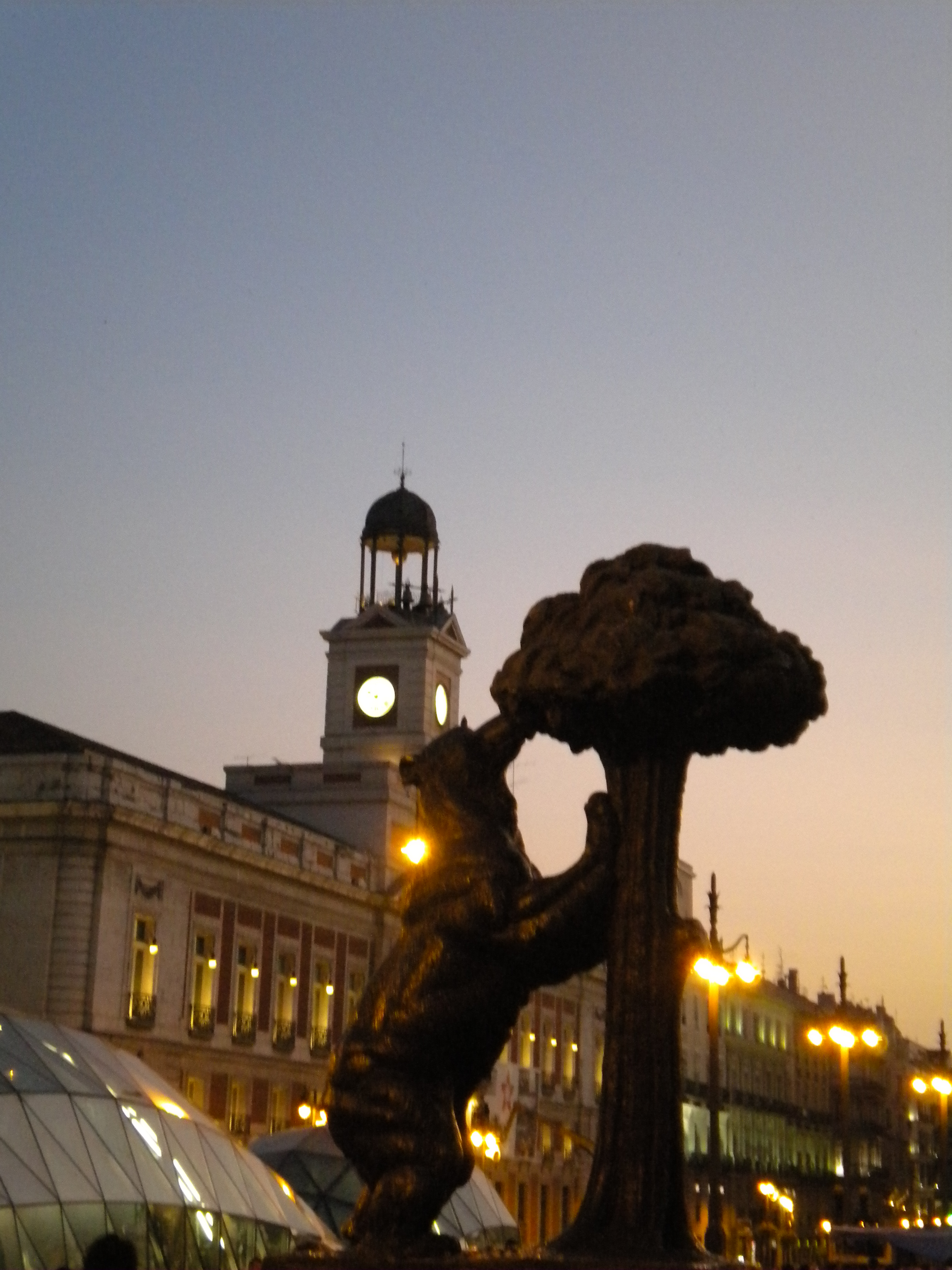
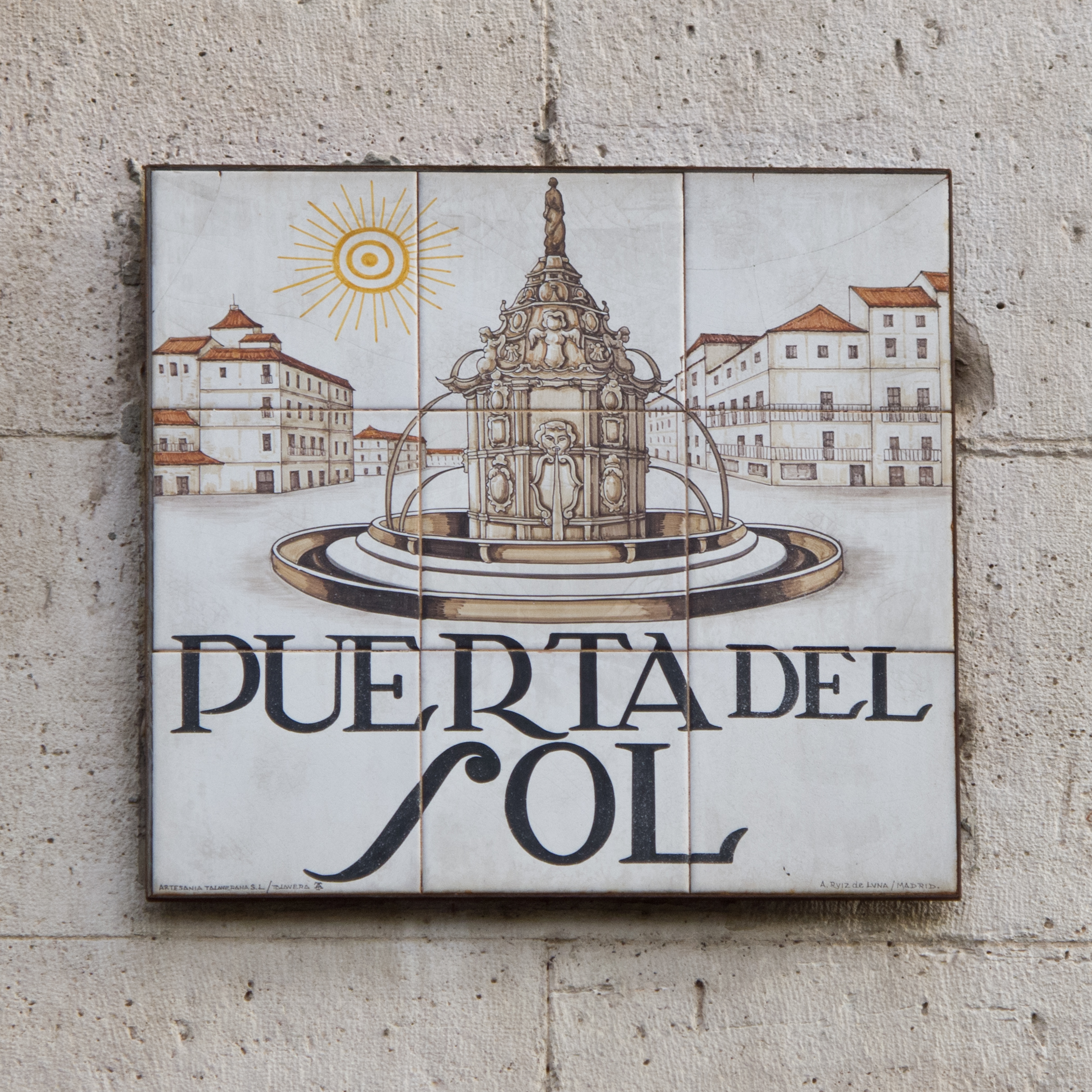
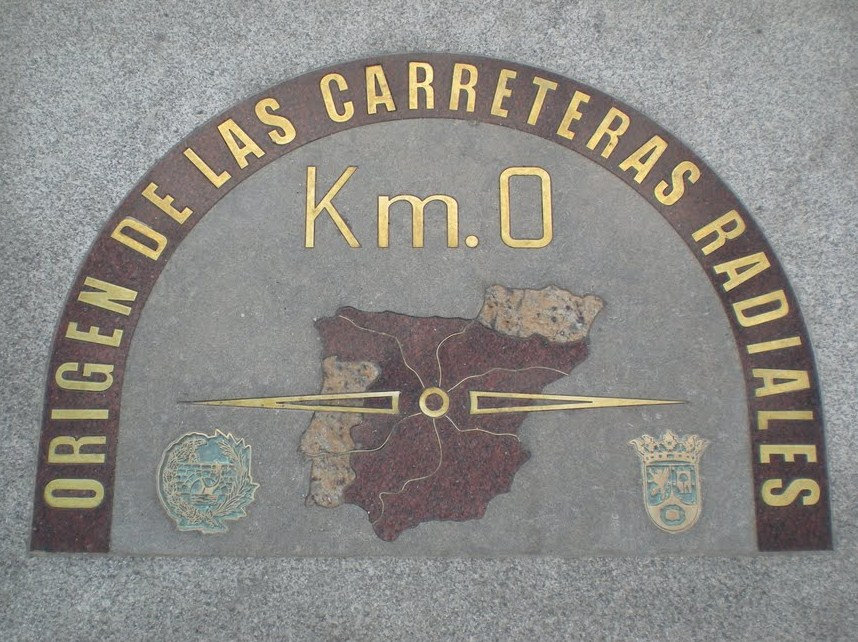
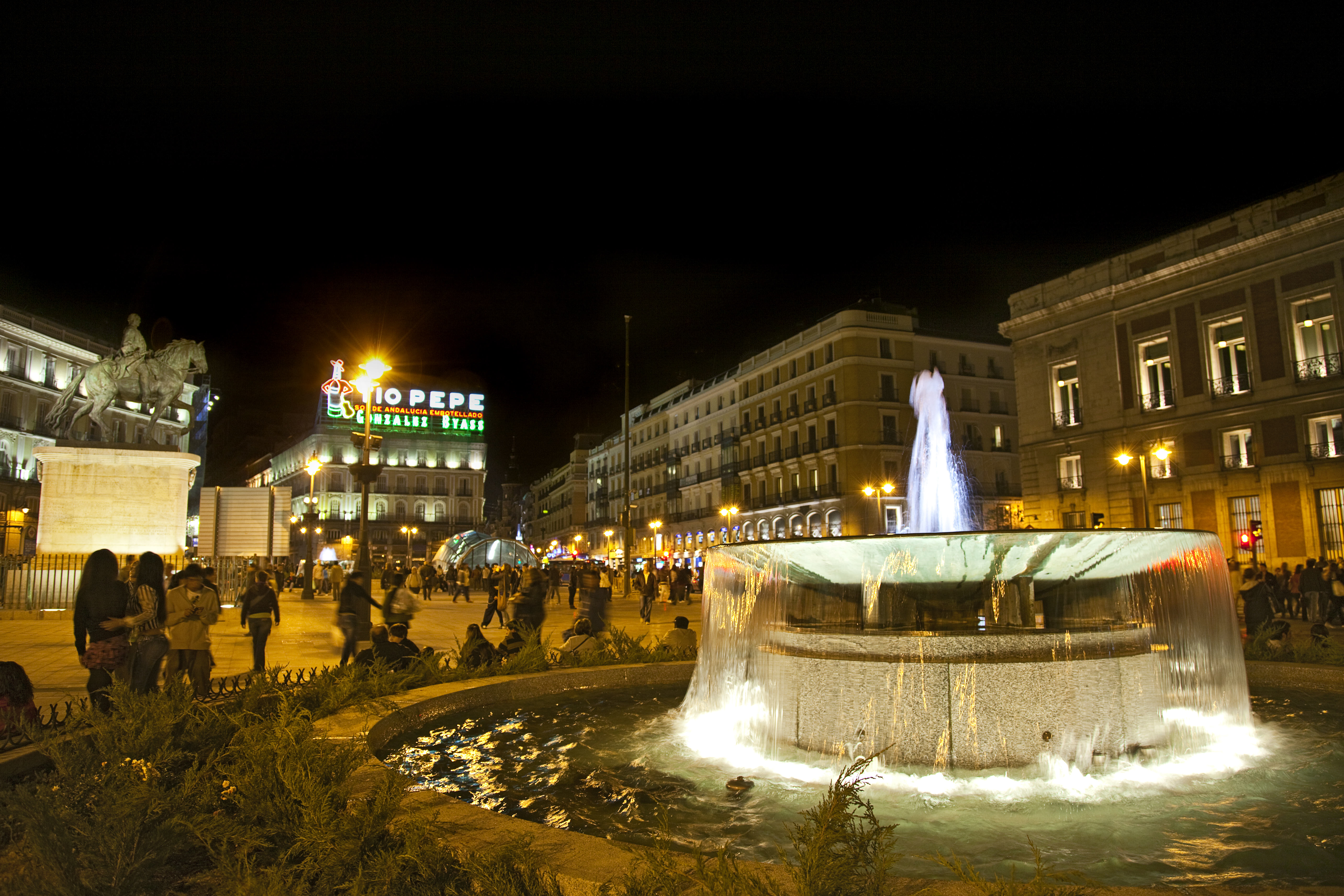
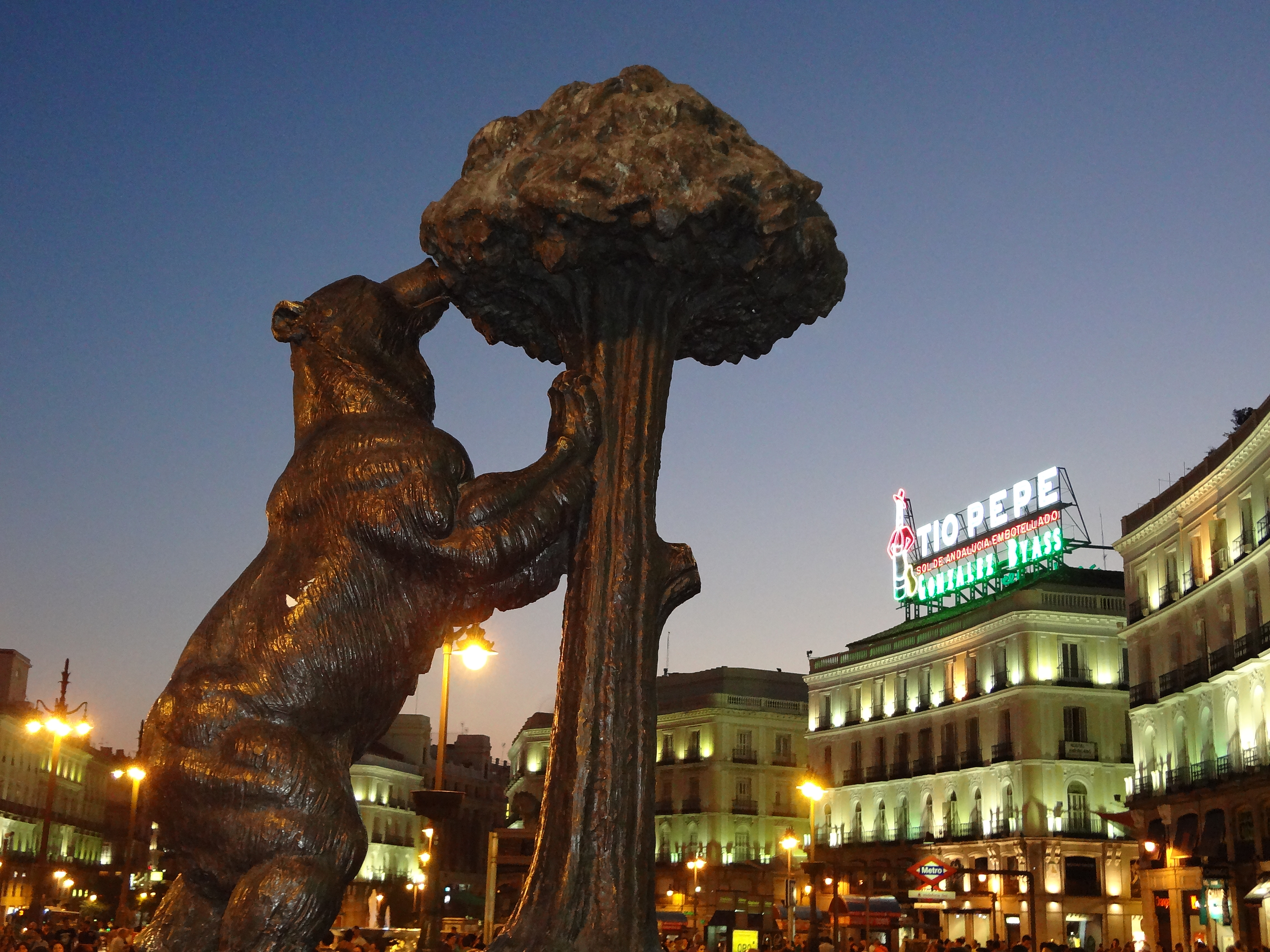
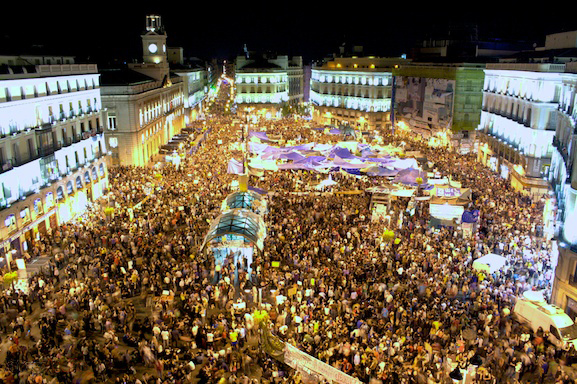
Manifestantes em 20 de maio de 2011
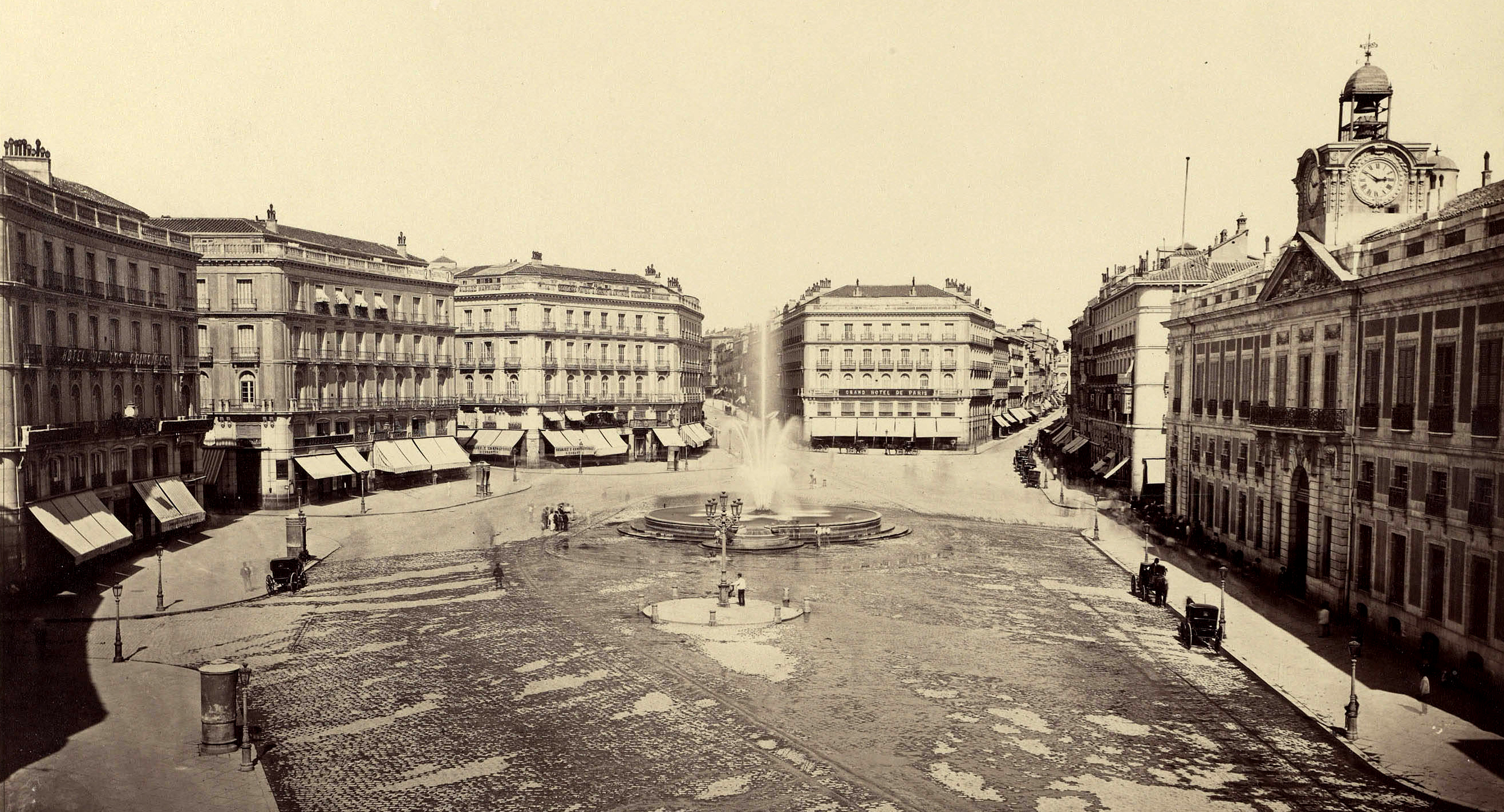
Porta do Sol, 1870